# Far de Montjuïc
El far de Montjuïc és un edifici situat a la muntanya de Montjuïc de Barcelona, catalogat com a bé camb element d'interès (categoria C). Està gestionat per l'Autoritat Portuària de Barcelona.

## Història
L'any 1896 es va construir una plataforma provisional als peus de les muralles del castell de Montjuïc per a instal·lar-hi un llum de senyalització. Va entrar en servei l'any 1906 i aquest llum funcionava amb un llum d'oli que aviat es consideraria ineficaç. Va ser substituït el 1915 per una làmpada incandescent de 3.000 candeles visible a més de 48 km de distància.
L'any 1917 es va encarregar un futur projecte a l'enginyer Josep Cabestany. Les obres es van retardar durant anys per la impossibilitat d'adjudicar la construcció i van començar finalment l'any 1922. El far es va posar en funcionament el 31 d'agost de 1925, amb la característica de 2 flaixos blancs cada 10 segons, visibles fins a 41 km de distància. Aquesta característica encara és rellevant avui dia.

## Descripció
Edifici aïllat, situat entre el castell de Montjuïc i l'antic barri de Can Tunis, del qual arrenca la carretera d'accé. De planta rectangular, és planta baixa i pis, i al centre s'eleva sobre pilars el casquet esfèric de la cúpula. La construcció, que incloïa la residència del farer i la sala de màquines, es resol amb quatre façanes estucades, en els quals els emmarcaments de les obertures, formant arcs de mig punt, són fets d'obra vista.